# Из пакла (филм)
Из пакла (енгл. From Hell) амерички је историјски хорор филм из 2001. године, у режији Алберта и Алена Хјуза, са Џонијем Депом, Хедер Грејам, Ијаном Холмом, Робијем Колтрејном и Џејсоном Флемингом у главним улогама. Представља адаптацију истоименог графичког романа аутора Алана Мура и Едија Кембела. Наслов се односи на писмо које је познати серијски убица, Џек Трбосек, послао вајтчепелској полицији и Џорџу Луску. Деп тумачи лик Фредерика Аберлајна, полицијског инспектора који је радио на случају, док Грејам тумачи Мери Џејн Кели, за коју се верује да је последња Трбосекова жртва.
Поред Депа, за главну улогу су били разматрани и Шон Конери, Бред Пит и Џуд Ло, док су редитељи желели да се у њој нађе Данијел Деј Луис. Снимање је почело 5. јуна 2000, у околини Прага, Чешка. Продукцијска кућа Твентит сенчури фокс премијерно је приказала филм 19. октобра 2001. Добио је помешане оцене критичара и на сајту Ротен томејтоуз оцењен је са 57%, уз коментар да је филм „визуелно импресиван, али да је прича о Трбосеку досадна и далеко од страшне”. Био је номинован за три Награде Сатурн и то у категоријама најбољег хорор филма, најбољег главног глумца и најбољу костимографију.

## Радња
Године 1988, у викторијанском Лондону, Мери Џејн Кели и група проститутки погођена је серијским убиствима које је починио мистериозни Џек Трбосек. Убиства привлаче пажњу Фредерика Аберлајна, талентованог али проблематичног полицијског инспектора из Вајтчепела, коме у решавању злочина помажу чудне визије.

## Улоге
| Глумац           | Улога                |
| ---------------- | -------------------- |
| Џони Деп         | Фредерик Аберлајн    |
| Хедер Грејам     | Мери Џејн Кели       |
| Ијан Холм        | сер Вилијам Гул      |
| Роби Колтрејн    | наредник Џорџ Годли  |
| Ијан Ричардсон   | наредник Чарлс Ворен |
| Џејсон Флеминг   | Џон Нетли            |
| Саманта Спиро    | Марта Табрам         |
| Анабел Апсион    | Поли Николс          |
| Кетрин Картлиџ   | Ени Чепман           |
| Сузан Линч       | Лиз Страјд           |
| Лесли Шарп       | Кејт Едоуз           |
| Естел Скорник    | Ејда                 |
| Пол Рис          | доктор Ферал         |
| Винсент Френклин | Џорџ Луск            |
| Ијан Макнис      | Роберт Дреџ          |
| Дејвид Скофилд   | Маквин               |
| Софија Мајлс     | Викторија Аберлајн   |
| Џоана Пејџ       | Ен Крук              |
| Марк Декстер     | принц Алберт Виктор  |
| Доминик Купер    | полицајац            |